# Нахтвей, Джеймс
Джеймс Нахтвей (англ. James Nachtwey) (14 марта 1948) — американский фотожурналист, представитель документальной фотографии. Один из самых заслуженных и титулованных специалистов в области военного фоторепортажа, пятикратный лауреат «Золотой медали Роберта Каппы».

## Биография
Нахтвей начал работать газетным фотографом в 1976 в газете Albuquerque Journal. В 1980 он переехал в Нью-Йорк и начал работать свободным фотографом. В 1981 он сделал репортаж о гражданских конфликтах в Северной Ирландии. Он документировал разнообразные вооруженные конфликты и социальные темы, проводя время в ЮАР, Латинской Америке, Среднем Востоке, России, Восточной Европе, бывшем Советском Союзе фотографируя войну, конфликты, голод, социально политические проблемы (загрязнения окружающей среды, преступления и исполнения наказания) в Западной Европе и Соединённых Штатах. На данный момент он живёт в Нью-Йорке.
В 2001 году был снят фильм про Джеймса Нахтвея «War Photographer», где он является не только главным героем, но и оператором миникамеры, которая прикреплена к его фотоаппарату и создаёт эффект присутствия на съёмке. Фильм был номинирован на Оскар и выиграл 6 других наград.